# 니카이아의 파르테니오스
비티니아에 위치한 밀레이아, 또는 니카이아의 파르테니오스(그리스어: Παρθένιος ο Νικαεύς)는 그리스의 문법학자이자 시인이었다. 《수다》에 따르면, 그는 헤라클리데스와 에우도라의 아들이라고 하며, 베리투스의 헤르미푸스에서는 그의 어머니의 이름이 테타라고 전한다. 기원전 72년, 파르테니오스는 미트리다테스 전쟁에서 헬리우스 킨나에게 포로로 잡혀 로마로 갔다. 마크로비우스에 따르면, 이후에 그는 네아폴리스로 가게 되어 베르길리우스에게 그리스어를 가르쳤다. 파르테니오스는 기원후 14년 티베리우스가 즉위할 때까지 살았다고 전해진다.
파르테니오스는 짧은 서사시와 애가, 그 중에서도 만가를 전문으로 쓴 작가였다.
그는 때때로 "알렉산드리아인의 마지막"이라고 불린다.

## 사랑의 비애
파르테니오스의 현존하는 유일한 작품은 《사랑의 비애》(Ἐρωτικὰ Παθήματα, 에로티카 파테마타)이다. 시인은 서문에서 "가능한 가장 짧은 형태"라고 말하며, 시인 코넬리우스 갈루스에게 "재료를 끌어오는 창고"로 이 시를 헌정하였다. 《사랑의 비애》는 사랑 이야기의 36가지 전형을 모은 것으로, 이 이야기들은 모두 시를 비롯해 역사와 역사화된 허구에서 가져온 비극적이거나 감성적인 결말로 끝을 맺는다.
파르테니오스는 권위있는 저자로 인용되는 것이 일반적이므로, 이러한 이야기들은 알렉산드리아의 시인과 문법주의자에 대한 정보를 제공하는 데 가치가 있다.

### 목차
《사랑의 비애》에 나오는 신화와 전설 속 등장인물은 다음과 같다.
1. 리르코스
2. 폴리멜라
3. 에우이페
4. 오이노네
5. 크산티오스의 아들 레우키포스
6. 팔레네
7. 헤라클레아의 히파리노스
8. 헤리페
9. 폴리크리테
10. 키아니포스의 아내 레우코네
11. 비블리스
12. 칼코스
13. 하르팔리케
14. 클레오보이아에게 죽은 안테우스
15. 다프네
16. 라오디케
17. 페리안드로스의 어머니 크라테아
18. 네아이라
19. 이피메데이아의 딸 판크라티스
20. 오이노피온의 딸 에로
21. 메팀나의 페이시디케
22. 나니스
23. 킬로니스
24. 시라쿠세의 히파리노스
25. 파일루스
26. 아프리아테(트람벨로스 참고)
27. 알키노에
28. 클레이테
29. 다프니스
30. 켈티네
31. 디모이테스
32. 안티페(에페이로스 참고)
33. 앗사온
34. 코리토스
35. 에울리메네
36. 아르간토네

## 참고 문헌
- Online text: Parthenius, Love Romances, translated by S. Gaselee, 1916.
- J. L. Lightfoot, Parthenius of Nicaea: the poetical fragments and the Erōtika pathēmata, p. 304.
- The Suda. Parthenius.